# PortAventura Caribe Aquatic Park

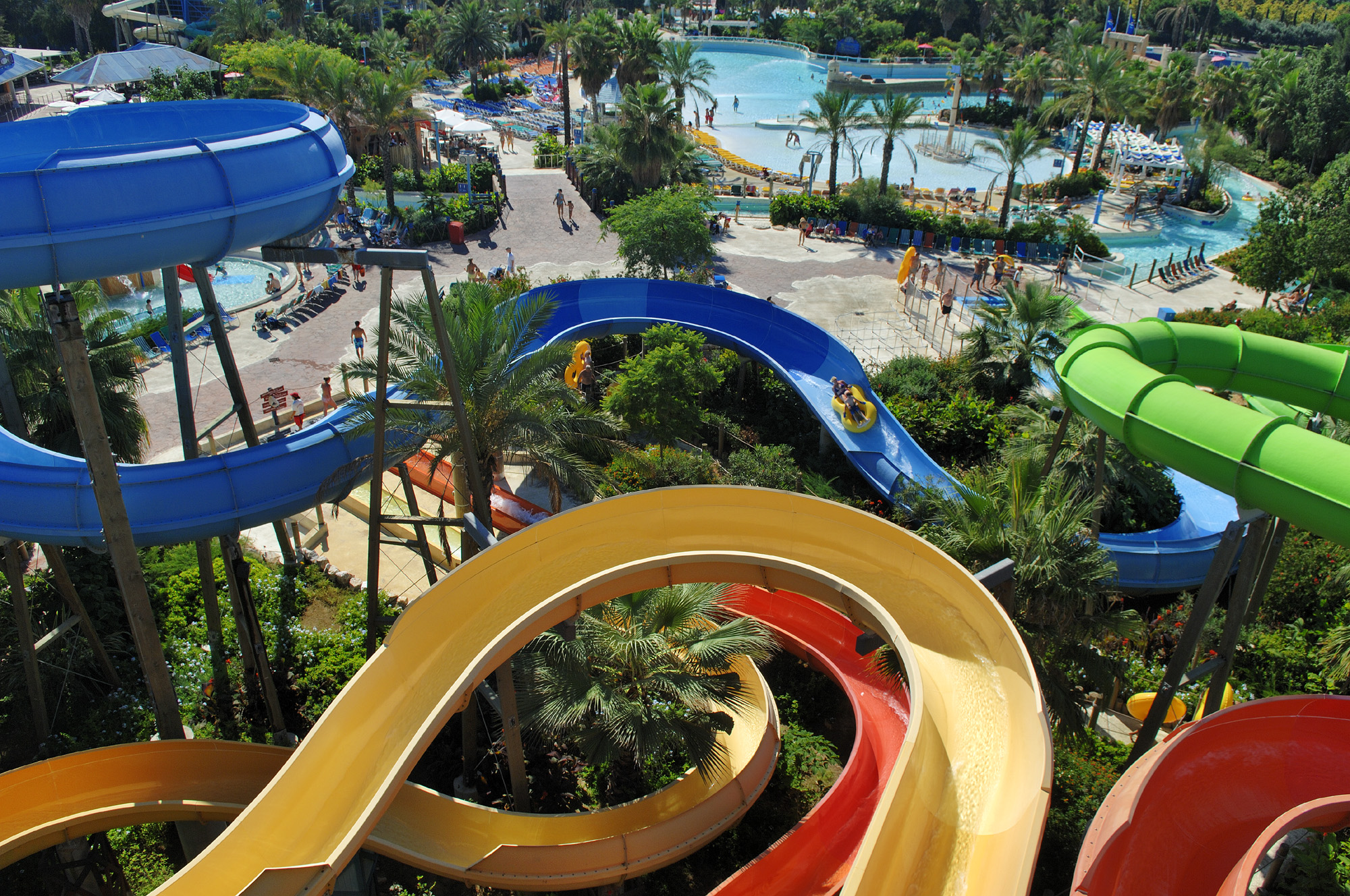
De waterbanen Barracudas, Mambo en Limbo

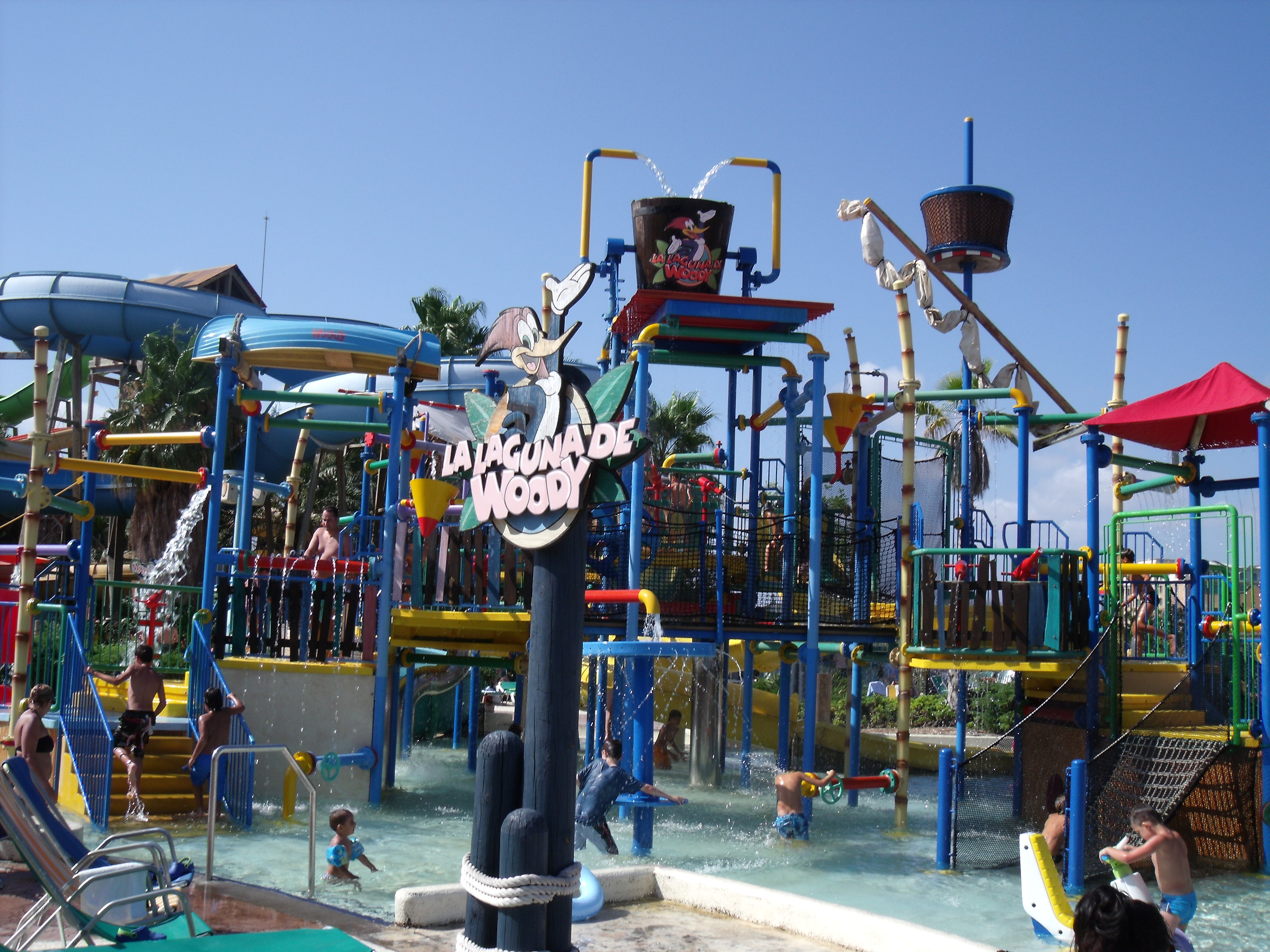
La Laguna de Woody

PortAventura Caribe Aquatic Park (voorheen Costa Caribe en Caribe Aquatic Park en PortAventura Aquatic Park) is het waterpark van het Port Aventura Resort. Het park opende in 2002 met 14 attracties, 10 restaurants en 3 winkels. Het park heeft een ingang naast de ticketverkoop en een gemeenschappelijke ingang met Port Aventura Park.
Naast het park heeft het resort ook een hotel gebouwd samen met Caribe Aquatic Park, Hotel Caribe. Dit hotel ligt het verst verwijderd van de parken en is volledig gebouwd rond het Caribische thema.

## Geschiedenis
- 2002 - Port Aventura opent haar tweede park Costa Caribe naast het reeds bestaande park. Het park bezit vanaf de opening reeds 14 attracties, 10 restaurants en 3 winkels. Naast het waterpark in de Caribische stijl komt er ook een hotel van het park Hotel Caribe.
- 2004 - Universal verkoopt de aandelen van Port Aventura aan La Caixa. De nieuwe eigenaar beslist om het park een andere naam te geven Caribe Aquatic Park.
- 2010 - Wijziging naam naar PortAventura Aquatic Park.
- 2013 - Het resort opent een nieuw gebied met de hoogste glijbaan van Europa, en wijzigt de naam naar PortAventura Caribe Aquatic Park.

## Attracties
Het park heeft twee zones: een indoor zone en een outdoor zone.

### Hoofdattracties
| Naam                         | Attracties                           | Opening |
| ---------------------------- | ------------------------------------ | ------- |
| El Gran Caribe               | Indoor zwembad                       | 2002    |
| El Tríangulo de las Bermudas | Golfslagbad                          | 2002    |
| El Río loco                  | Rivier met watereffecten             | 2002    |
| Mambo & Limbo                | Kruisende waterglijbanen (outdoor)   | 2002    |
| El Tifón                     | Kruisende waterglijbanen (indoor)    | 2002    |
| El Torrente                  | Familie rafting                      | 2002    |
| Barracudas                   | 2 glijbanen met banden (solo of duo) | 2002    |

### Kinderattracties
- La Laguna de Woody
- Juegos de Agua
- Piscina Infantil
- Caribe Climbing
- Zona de Juegos Infantil
- Junior Body Slides